# Retaule de Sant Esteve de Gualter
El Retaule de Sant Esteve de Gualter és un retaule italo-gòtic pintat per Jaume Serra el 1385 que actualment forma part de la col·lecció permanent del Museu Nacional d'Art de Catalunya, provinent del monestir de Gualter, a la Baronia de Rialb.

## Definició formal
Aquest retaule és un conjunt pictòric realitzat amb la tècnica del tremp sobre fusta i estructurat en tres taules unides verticalment -tríptic- i dividides en compartiments quadrangulars separats per sanefes de brodadura picada; les escenes o seqüències superiors estan rematades per arcs lleugerament apuntats i cimats per uns elegants florons i cresteries; els bastiments externs i interns que emmarquen les taules són ornamentades a base d'estilitzades sanefes daurades i rematats amb agulles perlejades. Fa 186 × 185 cm. i, tot i que està mancat de la predel·la i el guardapols, es conserva en bon estat a la secció d'art gòtic del Museu d'Art de Catalunya, on hi ingressà el1932 com a part de l'adquisició de la col·lecció Plandiura. Des de mitjan segle xiv, havia format part del patrimoni artístic del monestir de Santa Maria i ocupava un dels altars laterals de la capçalera de l'església basilical. Els experts apunten que la cronologia d'execució del retaule pot ser entre 1360 i 1370.

## Autoria
Com a objecte de culte és l'exponent d'un estil i d'una estètica artística de caràcter internacional, portat a terme per un artista català completament consagrat a la seva època. Es tracta de Jaume Serra, el segon dels germans Serra, el qual apareix documentat l'any 1358, quan contractà un retaule per la catedral de Girona. Les seves obres, com la del retaule de Gualter, resulten sempre atractives gràcies a la perfecció de la tècnica pictòrica utilitzada, a la delicadesa dels colors i a la correcció del dibuix.